# 나뮈르

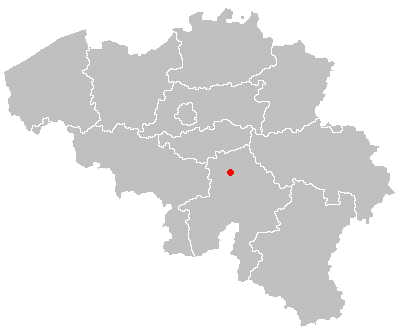
나뮈르의 위치

나뮈르(프랑스어: Namur, 네덜란드어: Namen 나먼[*])는 벨기에 왈롱 지역의 중심도시이다. 나뮈르주의 주도이다. 인구는 111,127명(2020)이다. 